# حمام حاجی‌آباد
حمام حاجی‌آباد مربوط به دوره قاجار است و در شهرستان بافق، بخش بهاباد، روستای حاجی‌آباد واقع شده و این اثر در تاریخ ۱۱ مرداد ۱۳۸۴ با شمارهٔ ثبت ۱۲۶۶۱ به‌عنوان یکی از آثار ملی ایران به ثبت رسیده است.